# Marcusenius fuscus
Marcusenius fuscus és una espècie de peix pertanyent a la família dels mormírids i a l'ordre dels osteoglossiformes.

## Etimologia
Marcusenius fa referència a l'alemany Johann Marcusen (el primer ictiòleg a estudiar els mormírids de forma sistemàtica), mentre que l'epítet fuscus al·ludeix a la seua coloració marró xocolata.

## Descripció
Fa 19,9 cm de llargària màxima. Origen de l'aleta dorsal darrere del de l'anal. Vora de l'aleta dorsal arrodonida a la part anterior i lleugerament còncava (de vegades, gairebé recta). Les altures de les aletes dorsal i anal són més curtes que les longituds de llurs bases. 22-26 radis a l'aleta dorsal i 31-34 a l'anal. La base de l'aleta dorsal és menor que la de l'anal. Altura de l'aleta anal més curta que la seua pròpia base. Les aletes pectorals són dues vegades la longitud de les pelvianes i arriben a la base de les pelvianes (de vegades, més enllà i tot). Llargada de les aletes pelvianes igual a la meitat de la distància entre llurs pròpies bases i l'origen de l'anal. Aleta caudal en la seua major part coberta d'escates i amb els lòbuls allargats i arrodonits. 54-61 escates a la línia lateral i 22-25 entre els orígens de les aletes dorsal i anal. 3 (de vegades, 4) escates de la línia lateral cobreixen la franja fosca que hi ha entre els orígens de les aletes dorsal i anal, la qual no és sempre visible. 48-49 vèrtebres. Boca terminal i amb les dents bicúspides (5 al maxil·lar superior i 6 a l'inferior). La protuberància del mentó comença ben abans del marge anterior de l'ull. Musell més o menys arrodonit, pas rom. Nariu anterior a mig camí entre l'extrem del musell i la vora anterior de l'ull. Distància preanal més curta que la predorsal. Presència d'un òrgan elèctric. Cap i peduncle caudal més foscos que la resta del cos, el qual és de color marró xocolata.

## Hàbitat i distribució geogràfica
És un peix d'aigua dolça, demersal i de clima tropical, el qual viu a Àfrica: és un endemisme de la conca mitjana del riu Congo a la República Democràtica del Congo i la República del Congo, incloent-hi Pool Malebo i els rius Kasai i Tshuapa.

## Observacions
És inofensiu per als humans i el seu índex de vulnerabilitat és baix (22 de 100).